# Wentworth (série télévisée)
Pour les articles homonymes, voir Wentworth.
Wentworth est une série télévisée australienne en cent épisodes de 45 minutes créée par Lara Radulovich, David Hannam, produite par Jo Porter (en) et Amanda Crittenden, et diffusée entre le 1er mai 2013 et le 26 juillet 2016 sur la chaîne SoHo (en), puis entre le 4 avril 2017 et le 26 octobre 2021 sur Showcase. Le concept est inspiré de la série australienne Prisoner (en) (1979-1986).
Au Canada, elle est disponible depuis le 31 mars 2016 sur le service ICI TOU.TV. Elle reste inédite dans les autres pays francophones mais elle reste néanmoins disponible sur Netflix dans de nombreux pays dont les États-Unis. Elle est également très connu au Royaume-Uni depuis le 28 août 2013 sur la chaîne Channel 5.
La série aborde les thèmes de la violence en milieu carcéral, de la réinsertion difficile, des rivalités, de la drogue, mais aussi de la vie sentimentale et sexuelle de détenues parfois condamnées à de très longues peines, sans possibilité de recours. La série s’intéresse également à la vie des gardiens de prison et du personnel administratif, qui est lui aussi « enfermé à vie » avec les prisonnières.
La série est une critique du système carcéral australien, dans lequel une femme comme Bea Smith, femme violentée par son mari se retrouve emprisonnée pour avoir tenté de le tuer. Le système impitoyable de la prison (subir ou dominer) va profondément la transformer, et irrémédiablement la mener à devenir une caïd, et même une tueuse, pour sauver sa propre vie. Le serpent qui se mord la queue en quelque sorte. D’autres exemples de réinsertion difficile sont présents tout au long de la série, où l’on voit des femmes déboussolées.
Danielle Cormack qui interprète le rôle de Bea Smith (en) est le personnage central de la série.

## Synopsis
Condamnée pour tentative de meurtre sur son mari, Bea Smith doit laisser sa fille derrière elle et découvre le monde de Wentworth, une prison de femmes australiennes. Elle devra affronter « The Freak », la gouverneur de la prison et se battra pour imposer une justice. Quotidien infernal, décisions difficiles, survivre et s'imposer dans un milieu carcéral pas comme les autres.

## Distribution
- Danielle Cormack : Bea Smith (en) (saisons 1 à 4)
- Nicole da Silva : Franky Doyle
- Kate Atkinson (en) : Vera Bennett
- Shareena Clanton (en) : Doreen Anderson (saisons 1 à 5)
- Celia Ireland (en) : Liz Birdsworth
- Robbie Magasiva : Will Jackson
- Katrina Milosevic (en) : Sue « Boomer » Jenkins (récurrente saison 1, puis principale)
- Pamela Rabe : Joan Ferguson (saison 2-présent) (Special Guest)
- Libby Tanner : Bridget Westfall (saison 3-présent )
- Aaron Jeffery (en) : Matthew Fletcher (saisons 1 à 3)
- Leeanna Walsman : Erica Davidson (saison 1)
- Catherine McClements : Meg Jackson (saison 1, 4 épisodes)
- Kate Jenkinson (en) : Allie Novak (saison 4-présent)
- Tammy Macintosh (en) : Karen « Kaz » Proctor (en) (saison 4-présent)
- Socratis Otto (en) : Maxine Conway (en) (saisons 2 à 5)
- Bernard Curry (en) : Jake Stewart (saison 4-présent)
- Kris McQuade (en) : Jacs Holt (en) (saison 1)
- Sigrid Thornton : Sonia Stevens (saison 4-présent) (Special Guest)

## Production
La série est plus sombre que son homologue américain Orange Is the New Black, qui joue davantage la carte de l'humour.
Lors du tournage des trois premières saisons, la série était filmée dans un studio à Clayton (Victoria) et a déménagé à partir de la quatrième saison à Newport en Australie, ce qui peut expliquer les légers changements de décors et de styles.
Juillet 2016, la série est renouvelée pour une cinquième saison, le tournage a débuté le 1er août, peu de temps après le final de la saison 4. Avec le renouvellement de la cinquième saison, Wentworth devient la plus longue série dramatique australienne jamais connu sur le réseau Foxtel. Une sixième saison a été confirmée à la fin de la diffusion de la saison 5 et une saison 7 en avril 2018. Vingt épisodes supplémentaires ont été commandés en décembre 2018 permettant à la série d'être diffusée jusqu'à 2021.
La saison neuf, prévue en 2021 devrait signer la fin de la série.

## Épisodes
| Saison | Saison | Épisodes | Initialement diffusé | Initialement diffusé |
| Saison | Saison | Épisodes | premier épisode      | dernier épisode      |
| ------ | ------ | -------- | -------------------- | -------------------- |
|        | 1      | 10       | 1er mai 2013         | 3 juillet 2013       |
|        | 2      | 12       | 20 mai 2014          | 5 août 2014          |
|        | 3      | 12       | 7 avril 2015         | 23 juin 2015         |
|        | 4      | 12       | 10 mai 2016          | 26 juillet 2016      |
|        | 5      | 12       | 4 avril 2017         | 20 juin 2017         |
|        | 6      | 12       | 19 juin 2018         | 5 septembre 2018     |
|        | 7      | 10       | 28 mai 2019          | 30 juillet 2019      |
|        | 8      | 10       | 28 juillet 2020      | 29 septembre 2020    |
|        | 9      | 10       | 24 août 2021         | 26 octobre 2021      |

## Accueil

### Réception critique
Wentworth est une série connue pour sa grande prise de risques, ses intrigues bien développées et son scénario bien ficelé mais surtout pour l'efficacité des prestations des actrices qui intègrent la distribution.
La production fait en sorte de toujours garder le spectateur bien accroché à cette série grâce à de nombreux rebondissements et à des cliffhangers toujours plus remarquables les uns que les autres à chaque final de saison.
La série dramatique australienne obtient un score de 8,6/10 sur le site Internet Movie Database.
Elle a également été nommée pas moins de 28 fois et possède actuellement huit prix de distinction.